# Gräfenhausen (Weiterstadt)

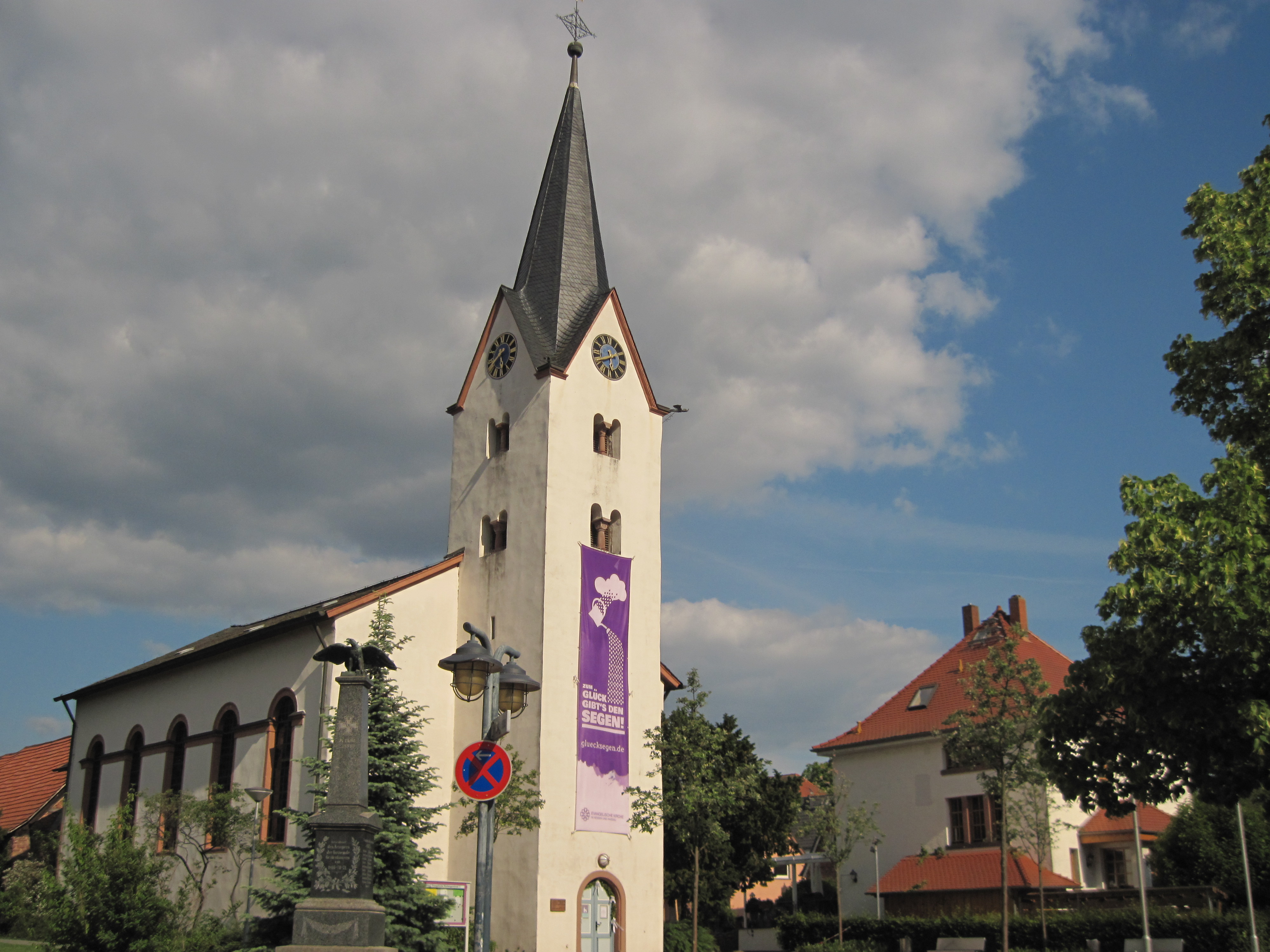
Evangelische Kirche

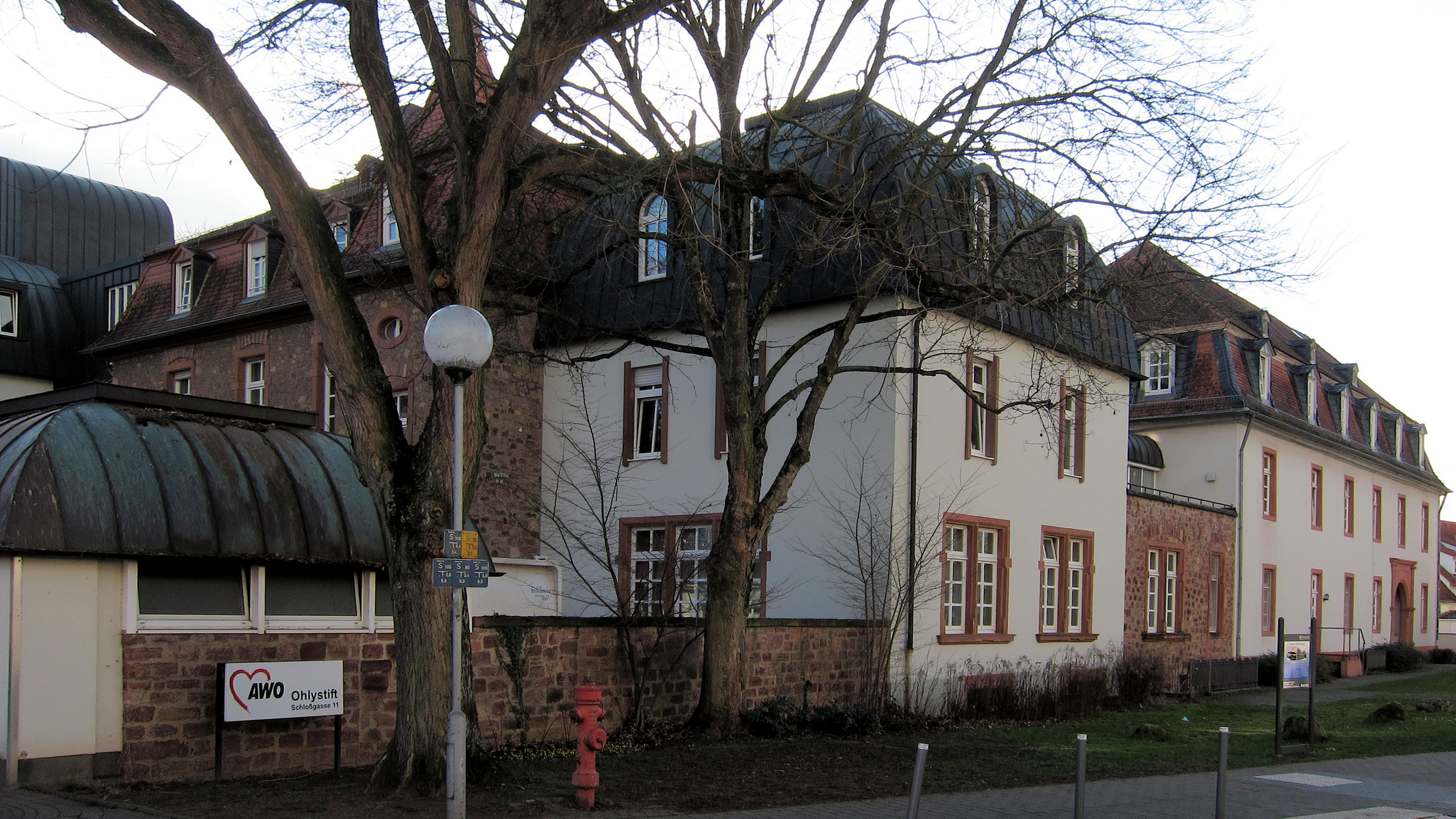
Das ehemalige Schloss

Gräfenhausen (mundartlich: Grewwehause) ist ein Stadtteil der Stadt Weiterstadt im südhessischen Landkreis Darmstadt-Dieburg.

## Geografie

### Geografische Lage
Gräfenhausen liegt nördlich der Kernstadt Weiterstadt an der A 5. Die nahegelegene Autobahnraststätte Gräfenhausen ist nach dem Ort benannt. Das Wohngebiet ist von landwirtschaftlichen Flächen umgeben. Im Norden liegen der Steinrodsee und die Waldgebiete Sensfelder Hardt und Sensfelder Tanne, südlich des Ortes befindet sich das Waldgebiet Täubcheshöhle. Durch die Gemarkung fließen der Apfelbach, der Mühlbach und der Ohlenbach. Gräfenhausen liegt etwa sieben Kilometer nordwestlich von Darmstadt und ca. 14 Kilometer südlich des Frankfurter Flughafens.
Zu Gräfenhausen gehören auch der östlich der A 5 gelegene Weiler Sensfelder Hof und das Gewerbegebiet „Am Rotböll“.

### Nachbargemeinden
Im Norden grenzt Gräfenhausen an Mörfelden-Walldorf im Landkreis Groß-Gerau, im Nordosten an Erzhausen, im Osten an den Darmstädter Stadtteil Wixhausen, im Südosten an den Darmstädter Stadtteil Arheilgen, im Süden an die Kernstadt Weiterstadt, im Südwesten an den Weiterstädter Stadtteil Braunshardt und im Westen an den Weiterstädter Stadtteil Schneppenhausen.

### Natur und Schutzgebiete
- Naturschutzgebiet Am Kleewoog von Gräfenhausen
- Naturdenkmale: die Binnendünen Rotböhl (Naturdenkmal und FFH-Gebiet) und Sanddüne am Apfelbach.

## Geschichte

### Ortsgeschichte
1211 wurde Gräfenhausen im Güterbuch (Oculus Memoriae) des Klosters Eberbach erstmals genannt („Dragebodo hat uns, als er zu uns ins Kloster eintrat, […] und eine Manse in Gräfenhausen übertragen.“) Jener Dragebodo war ein Bruder von Eberhard I. von Dornberg, Stammvater der Herren von Dornberg zu Burg Dornberg im Groß-Gerauer Stadtteil Dornberg. Im Laufe der Jahrhunderte wurde der Ort in historischen Dokumenten mit wechselnden Ortsnamen genannt, von Grevenhusen im Jahr 1215 über Greffenhusen (1418), Grevenhausen (1516) bis Grebenhaußen  im Jahr 1780.
Am 21. November 1225 wurde Gräfenhausen zusammen mit Schneppenhausen urkundlich erwähnt. In einer aufgesetzten Urkunde wurde ein Vogt Werner von Grevenhusen genannt, der Mitglied eines Schiedsgerichtes war. Anlass des Schiedsgerichts war ein Streit um den Wald Wintershagen zwischen dem Kloster Eberbach und den Dorfbewohnern von Arheilgen. Vom 12. Jahrhundert bis zum Jahr 1658 befand sich das Dorf unter Herrschaft der Herren von Heusenstamm. Am 19. September 1658 verkauften die Herren von Heusenstamm Schloss und Dorf Gräfenhausen um 22.000 fl. an die Landgrafschaft Hessen-Darmstadt, die 1806 von Napoleon zum Großherzogtum Hessen erhoben wurde.
Die Verwaltungszugehörigkeit von Gräfenhausen zur Heusenstammscher Teil der Gerauer Mark ist 1416 belegt. Von 1820 bis 1821 gehörte es dann zum Oberamt Darmstadt, von 1821 bis 1832 zum Landratsbezirk Langen, von 1832 bis 1848 wieder zum Kreis Groß-Gerau, von 1848 bis 1852 während der kurzen Zeit der Regierungsbezirke in der Provinz Starkenburg zum Regierungsbezirk Darmstadt und ab 1852 mit der Neueinführung von Kreisen zum Kreis Darmstadt.
Die Statistisch-topographisch-historische Beschreibung des Großherzogthums Hessen berichtet 1829 über Gräfenhausen:

„Gräfenhausen (L. Bez. Langen) luth. Pfarrdorf; liegt an dem Cent- (Schwarz-) Bach, 2 St. von Langen und 11⁄2 St. von Darmstadt, und hat 106 Häuser und 698 Einw., die bis auf 1 Kath. und 34 Juden alle lutherisch sind. Unter diesen sind 52 Bauern, 37 Handwerker und 27 Tagelöhner. Man findet hier eine, bis auf den Thurm, neue schöne und sehr freundliche, den 28. Juli 1818 eingeweihte Kirche, ein ziemlich neues Pfarrhaus, ein Rathhaus mit dem die Schule verbunden ist, ein Schloß, 2 Mahl- und 1 Oelmühle. Das Schloß, welches aus dem ältern und neuern besteht und mit einem Graben versehen war, wurde in den 1770 Jahren den Invaliden zum Aufenthalt angewiesen, welche Anstalt 1810 wieder aufgehoben wurde. Später diente das Schloß eine Zeitlang zum Militair-Hospital. – Gräfenhausen kam, fast ohne Zweifel, von Eberhard Waro von Hagen († nach 1219), einem Münzenbergischen Zweig, welcher unter andern das Schloß Heusenstamm von Kaiser und Reich zu Lehen trug, an die Herrn von Heusenstamm, als dessen Erben. Die Herrn von Ullner hatten durch Heurath an Gräfenhausen Antheil erhalten, entsagten aber, 1406, gegen die von Heusenstamm ihren Ansprüchen. Die Burg selbst und Zugehörungen und einzelne Güter waren Reichs-, das Uebrige aber Würzburgisches Lehen. Im Jahr 1413, kam mit lehensherrlicher Bewilligung, der Ort nebst dem kleinen Zehnten und dem Frohnhofe daselbst, durch Eberhard von Heusenstamm, durch Pfandschaft an Grafen Johann III. von Katzenellenbogen, wurde aber 1497 von den Herrn von Heusenstamm wieder eingelößt, bis es Graf Johann Christian Ferdinand von Heusenstamm 1658, um 22,000 fl. sammt der reichslehnbaren Burg an Hessen verkaufte. Die Herrn von Heusenstamm und Ullner hatten hier ein Hubengericht. Schon 1257 kommt hier ein Pleban mit Namen Eberhardus, als Zeuge vor, und 1310 wurde der Ort, der ein Filial von Großgerau war, getrennt und die Kapelle zu einer eigenen Pfarrkirche erhoben. Zu Anfang des 14. Jahrhunderts setzte sich eine St Martinsbrüderschaft hier an, die aber nicht zu völliger Reife gedieh.“

Gräfenhausen erhielt 1919 die erste elektrische Beleuchtung. Zwischen 1927 und 1928 wurden Wasserleitungen verlegt.
Hessische Gebietsreform (1970–1977)
Am 1. Januar 1977 wurde Gräfenhausen im Zuge der Gebietsreform in Hessen zusammen mit Schneppenhausen kraft Landesgesetz in die Gemeinde Weiterstadt eingemeindet. Ortsbezirke nach der Hessischen Gemeindeordnung wurden nicht errichtet.

### Verwaltungsgeschichte im Überblick
Die folgende Liste zeigt die Staaten und Verwaltungseinheiten, denen Gräfenhausen angehört(e):
- vor 1658: Heiliges Römisches Reich, Herrschaft Heusenstamm
- ab 1658: Heiliges Römisches Reich, Landgrafschaft Hessen-Darmstadt (durch Kauf), Obergrafschaft Katzenelnbogen, (1783: zum Amt Darmstadt, später Oberamt Darmstadt, Cent Arheiligen)
- ab 1803: Heiliges Römisches Reich, Landgrafschaft Hessen-Darmstadt, Fürstentum Starkenburg, Amt Darmstadt
- ab 1806: Großherzogtum Hessen,[Anm. 2] Fürstentum Starkenburg, Amt Darmstadt[11]
- ab 1815: Großherzogtum Hessen, Provinz Starkenburg, Amt Darmstadt
- ab 1821: Großherzogtum Hessen, Provinz Starkenburg, Landratsbezirk Langen[Anm. 3]
- ab 1832: Großherzogtum Hessen, Provinz Starkenburg, Kreis Groß-Gerau
- ab 1848: Großherzogtum Hessen, Regierungsbezirk Dieburg
- ab 1852: Großherzogtum Hessen, Provinz Starkenburg, Kreis Darmstadt
- ab 1871: Deutsches Reich, Großherzogtum Hessen, Provinz Starkenburg, Kreis Darmstadt
- ab 1918: Deutsches Reich, Volksstaat Hessen, Provinz Starkenburg, Kreis Darmstadt
- ab 1938: Deutsches Reich, Volksstaat Hessen, Landkreis Darmstadt[12][Anm. 4]
- ab 1945: Deutsches Reich, Amerikanische Besatzungszone,[Anm. 5] Groß-Hessen, Regierungsbezirk Darmstadt, Landkreis Darmstadt
- ab 1946: Deutsches Reich, Amerikanische Besatzungszone, Hessen, Regierungsbezirk Darmstadt, Landkreis Darmstadt
- ab 1949: Bundesrepublik Deutschland, Hessen, Regierungsbezirk Darmstadt, Landkreis Darmstadt
- ab 1977: Bundesrepublik Deutschland, Hessen, Regierungsbezirk Darmstadt, Landkreis Darmstadt-Dieburg, Stadt Weiterstadt

### Gerichte
Gräfenhausen gehörte zur Zent Arheilgen. In der Landgrafschaft Hessen-Darmstadt wurde mit Ausführungsverordnung vom 9. Dezember 1803 das Gerichtswesen neu organisiert. Für das Fürstentum Starkenburg wurde das „Hofgericht Darmstadt“ eingerichtet. Es war für normale bürgerliche Streitsachen Gericht der zweiten Instanz, für standesherrliche Familienrechtssachen und Kriminalfälle die erste Instanz. Übergeordnet war das Oberappellationsgericht Darmstadt. Die Rechtsprechung der ersten Instanz wurde durch die Ämter bzw. Standesherren vorgenommen. Damit war das Amt Darmstadt zuständig. Die Zentgerichte hatten damit ihre Funktion verloren.
Mit Bildung der Landgerichte im Großherzogtum Hessen war ab 1821 das Landgericht Langen das Gericht erster Instanz. Die zweite Instanz war das Hofgericht Darmstadt.
Es folgten:
- 1853: Landgericht Darmstadt; zweite Instanz: Hofgericht Darmstadt
- 1879: Amtsgericht Darmstadt II (Amtsgerichte ersetzen die Landgericht); zweite Instanz: Landgericht Darmstadt
- 1932: Amtsgericht Darmstadt; zweite Instanz: Landgericht Darmstadt

## Bevölkerung

### Einwohnerstruktur 2011
Nach den Erhebungen des Zensus 2011 lebten am Stichtag dem 9. Mai 2011 in Gräfenhausen 5475 Einwohner. Darunter waren 585 (10,7 %) Ausländer. Nach dem Lebensalter waren 1029 Einwohner unter 18 Jahren, 2469 zwischen 18 und 49, 1128 zwischen 50 und 64 und 852 Einwohner waren älter. Die Einwohner lebten in 2356 Haushalten. Davon waren 708 Singlehaushalte, 676 Paare ohne Kinder und 711 Paare mit Kindern, sowie 207 Alleinerziehende und 54 Wohngemeinschaften. In 375 Haushalten lebten ausschließlich Senioren und in 1773 Haushaltungen lebten keine Senioren.

### Einwohnerentwicklung
| - 1791: 465 Einwohner - 1800: 514 Einwohner - 1806: 624 Einwohner, 101 Häuser - 1829: 698 Einwohner, 106 Häuser - 1867: 979 Einwohner, 152 Häuser \| Stichtag[18][4] \| Einwohner \| \| ----------------- \| --------- \| \| 3. Dezember 1864 \| 941 \| \| 1. Dezember 1895 \| 1.366 \| \| 17. Mai 1939 \| 1.785 \| \| 29. Oktober 1946 \| 2.458 \| \| 6. Juni 1961 \| 2.893 \| \| 27. Mai 1970 \| 3.391 \| \| 31. Dezember 1975 \| 4.113 \| \| 31. Dezember 1981 \| 4.199 \| \| 30. Juni 1986 \| 4.562 \| \| 1. Januar 2001 \| 5.288 \| \| 31. Dezember 2007 \| 5.624 \| |           |
| Stichtag | Einwohner |
| 3. Dezember 1864 | 941       |
| 1. Dezember 1895 | 1.366     |
| 17. Mai 1939 | 1.785     |
| 29. Oktober 1946 | 2.458     |
| 6. Juni 1961 | 2.893     |
| 27. Mai 1970 | 3.391     |
| 31. Dezember 1975 | 4.113     |
| 31. Dezember 1981 | 4.199     |
| 30. Juni 1986 | 4.562     |
| 1. Januar 2001 | 5.288     |
| 31. Dezember 2007 | 5.624     |

### Historische Konfessionsstatistik
| • 1829: | 663 lutheranische (= 94,99 %), 34 jüdische (= 4,87 %) und einen katholischen (= 0,14 %) Einwohner |
| • 1961: | 2221 evangelische (= 76,77 %), 591 katholisch (= 20,43 %) Einwohner                               |

## Politik
Bis zur Eingliederung in die damalige Gemeinde Weiterstadt im Jahr 1977 wurde die kommunale Selbstverwaltung der Gemeinde Gräfenhausen durch die von den Bürgern direkt gewählte Gemeindevertretung einerseits und den Gemeindevorstand unter dem Vorsitz des Bürgermeisters andererseits wahrgenommen. Nach der Eingliederung wurde für den Ortsteil Gräfenhausen davon abgesehen, einen Ortsbezirk mit Ortsbeirat und Ortsvorsteher zu bilden.

### Bürgermeister bis 1976
Von 1909 bis 1976 wurde die Gemeindeverwaltung von folgenden Bürgermeistern geleitet:
| Amtszeit  | Name            |
| --------- | --------------- |
| 1909–1933 | Wilhelm Petri   |
| 1933–1945 | ?               |
| 1945–1946 | Wilhelm Petri   |
| 1946–1964 | Heinrich Steitz |
| 1964–1976 | Heinrich Bengel |

### Wappen
Blasonierung: „Auf einem von Rot und Silber quadrierten Schild im 1. und 4. Feld zwei nach rechts gewendete silberne blau bezungte und -betraufte Brackenköpfe.“
Das Wappen wurde der Gemeinde Gräfenhausen im damaligen Landkreis Darmstadt am 17. März 1960 durch den Hessischen Innenminister genehmigt. Gestaltet wurde es durch den Bad Nauheimer Heraldiker Heinz Ritt.
Es erinnert an die früheren Ortsherren von Gräfenhausen. Das Rot-weiße Schild soll das Rennfähnlein der Würzburger Bischöfe darstellen und die Brackenköpfe stammen aus der Helmzier im Wappen der Herren von Heusenstamm.
Vor diesem Wappen verwendete die Gemeinde ein gespaltenes Wappen mit einem Brackenkopf links und einer unbekannten, menschlichen Figur rechts.

## Sehenswürdigkeiten und Kultur
Sehenswürdigkeiten sind die evangelische Kirche, die 1818–19 von Georg Moller erbaut wurde, mit ihrem Kirchturm aus dem 12. Jahrhundert und das ehemalige Schloss Gräfenhausen (heute Pflegeheim Ohlystift) mit seinem Renaissance-Treppenturm von 1555.
Etwas weiter außerhalb liegt der Steinrodsee, der im Zuge des Baus der Reichsautobahn Frankfurt–Darmstadt(–Mannheim) (1933–1940) entstand und dann ein Naherholungsgebiet wurde. Die Sanddüne Rotböhl ist ein Naturschutzgebiet am Ostrand der Gemarkung Gräfenhausen.

### Bauwerke
- Schloss Gräfenhausen
- Evangelische Kirche Gräfenhausen

### Regelmäßige Veranstaltungen
- Am ersten Samstag nach dem 11.11. findet alljährlich die Eröffnung der Karnevalskampagne des Karnevalvereins Ahoi Gräfenhausen 1902 e. V. statt.
- Am ersten Sonntag nach Michaelis (29.9.) wird die Gräfenhäuser Kerb (Kirchweihe) gefeiert. Das Fest wurde 2006 vom traditionellen Kerweplatz zum Post- und Kirchplatz verlegt.
- November/Dezember: Adventsmarkt[21]

## Söhne und Töchter von Gräfenhausen
- Friedrich Alefeld (* 1820 in Gräfenhausen; † 1872 in Ober-Ramstadt), deutscher Arzt und Botaniker
- Phil Stark (* 30. Dezember 1919 in Gräfenhausen; † 14. April 1992 in Toronto), deutscher Tenor, der nach Kanada auswanderte